# روبرت إيمس بينيت
روبرت إيمس بينيت (بالإنجليزية: Robert Ames Bennet)‏ (1870، دنفر في الولايات المتحدة - 1954)؛ كاتب وروائي أمريكي.

## روابط خارجية
- روبرت إيمس بينيت على موقع IMDb (الإنجليزية)
- روبرت إيمس بينيت على موقع قاعدة بيانات الفيلم (الإنجليزية)